# Rhyacophila bucina
Rhyacophila bucina là một loài Trichoptera trong họ Rhyacophilidae. Chúng phân bố ở miền Cổ bắc.